# آمنویل
آمنویل (به فرانسوی: Amnéville) یک کمون در فرانسه است که در موزل واقع شده‌است.

## خصوصیات
آمنویل ۱۰٫۴۶ کیلومترمربع مساحت و ۱۰٬۱۰۷ نفر جمعیت دارد و ۱۳۰ متر بالاتر از سطح دریا واقع شده‌است.